# Coupe continentale de hockey sur glace 2016-2017
Navigation
Édition 2015-2016 Édition 2017-2018
La saison 2016-2017 est la vingtième édition de la Coupe continentale de hockey sur glace, une compétition européenne de clubs organisée par la Fédération internationale de hockey sur glace (IIHF). Elle débute le 30 septembre 2016 alors que la finale se tient du 13 au 15 janvier 2017. Le vainqueur se qualifie pour l'édition 2017-2018 de la Ligue des champions de hockey sur glace.

## Présentation
Dix-sept équipes venant d'autant de pays prennent part à la compétition : il s'agit des vainqueurs des championnats nationaux respectifs, à l’exception du HK Chakhtsior Salihorsk (finaliste des séries éliminatoires de l'Ekstraliga), des Odense Bulldogs (vainqueur de la Coupe du Danemark), des Ducs d'Angers (finaliste des séries de la Ligue Magnus), du GKS Tychy (finaliste des séries de la Polska Hokej Liga) et des Nottingham Panthers (vainqueur des séries de l'Elite Ice Hockey League).
La compétition se divise en quatre phases de groupes. L'entrée en lice des équipes se fait selon le niveau de chacune.
Chaque groupe est composé de quatre équipes et est organisé par l'une d'entre elles. Il se déroule sous la forme d'un championnat à rencontre simple. Aux premier et deuxième tours, seul le vainqueur de chaque groupe se qualifie pour le tour suivant tandis que les deux premiers de chaque groupe du troisième tour se qualifient pour la finale. Le vainqueur de la Coupe continentale 2016-2017 obtient une place pour la saison 2017-2018 de la Ligue des champions.
La répartition des points est la suivante :
- 3 points pour une victoire dans le temps réglementaire
- 2 points pour une victoire en prolongation ou aux tirs de fusillade
- 1 point pour une défaite en prolongation ou aux tirs de fusillade
- 0 point pour une défaite dans le temps réglementaire

| Tour           | Dates                   | Groupe | Lieu                                       | Participants                                                                |
| -------------- | ----------------------- | ------ | ------------------------------------------ | --------------------------------------------------------------------------- |
| Premier tour   | 30 septembre- 2 octobre | A      | Palais des sports d'hiver Sofia Bulgarie   | Irbis-Skate SK HK Partizan Belgrade Zeytinburnu Belediyesi SK HC Bat Yam    |
| Deuxième tour  | 21-23 octobre           | B      | Pabellón de Hielo Jaca Espagne             | Nottingham Panthers HK Liepājas Metalurgs CH Jaca Zeytinburnu Belediyesi SK |
| Deuxième tour  | 21-23 octobre           | C      | Stadion Zimowy w Tychach Tychy Pologne     | GKS Tychy DVTK Jegesmedvék CSM Dunărea Galați HDD Jesenice                  |
| Troisième tour | 18-20 novembre          | D      | Bryggeriet Vestfyens Arena Odense Danemark | Odense Bulldogs Ducs d'Angers Donbass Donetsk Nottingham Panthers           |
| Troisième tour | 18-20 novembre          | E      | Arena Ritten Renon Italie                  | HK Chakhtsior Salihorsk Ritten Sport Beïbarys Atyraou GKS Tychy             |
| Super finale   | 13-15 janvier           | F      | Arena Ritten Renon Italie                  | Beïbarys Atyraou Nottingham Panthers Odense Bulldogs Ritten Sport           |

## Premier tour — Groupe A
Le premier tour se déroule du 30 septembre au 2 octobre 2016 au Palais des sports d'hiver à Sofia en Bulgarie.
| Clt   | Équipe                    | PJ | V | VP | D | DP | BP | BC | Diff | Pts |
| ----- | ------------------------- | -- | - | -- | - | -- | -- | -- | ---- | --- |
| +001, | Zeytinburnu Belediyesi SK | 3  | 3 | 0  | 0 | 0  | 32 | 6  | +28  | 9   |
| +002, | HK Partizan Belgrade      | 3  | 2 | 0  | 1 | 0  | 12 | 14 | -2   | 6   |
| +003, | Irbis-Skate SK            | 3  | 1 | 0  | 2 | 0  | 9  | 13 | -4   | 3   |
| +004, | HC Bat Yam                | 3  | 0 | 0  | 3 | 0  | 10 | 30 | -20  | 0   |

- Qualifié pour le deuxième tour

| 30 septembre 2016 | HK Partizan Belgrade | 5-4 (2-2, 0-1, 3-1) | HC Bat Yam | Palais des sports d'hiver 150 spectateurs |

| Feuille de match | Feuille de match | Feuille de match                    | Feuille de match | Feuille de match                                                                 |
| ---------------- | --- | ----------------------------------- | --- | -------------------------------------------------------------------------------- |
|                  | - Komazec (Ljutovac) — 9 min 59 s Rakovic (Komazec, Pavlovic) — 14 min 41 s (SN) - Vukovic — 46 min 10 s L. Novakovic — 51 min 44 s (IN) Ogrizovic (Komazec) — 59 min 27 s | 0-1 1-1 2-1 2-2 2-3 2-4 3-4 4-4 5-4 | Verny (E. Kozhevnikov) — 3 min 9 s - Verny (E. Kozhevnikov, Greenberg) — 19 min 36 s (SN) Verny (Youmashev) — 36 min 31 s (SN) Valeev (E. Kozhevnikov, Verny) — 41 min 51 s (SN) - | Arbitrage : Andrej Simankov Juges de lignes : Luchezar Stoyanov et Tzvetko Tanev |
| Milan Lukovic    | Gardiens | Maxim Gokhberg                      | | Arbitrage : Andrej Simankov Juges de lignes : Luchezar Stoyanov et Tzvetko Tanev |
| 36 min           | Pénalités | 22 min                              | | Arbitrage : Andrej Simankov Juges de lignes : Luchezar Stoyanov et Tzvetko Tanev |
| 51               | Tirs | 23                                  | | Arbitrage : Andrej Simankov Juges de lignes : Luchezar Stoyanov et Tzvetko Tanev |

| 30 septembre 2016 | Zeytinburnu Belediyesi SK | 5-1 (1-0, 0-1, 4-0) | Irbis-Skate SK | Palais des sports d'hiver, Sofia 520 spectateurs |

| Feuille de match | Feuille de match | Feuille de match        | Feuille de match                | Feuille de match                                                            |
| ---------------- | --- | ----------------------- | ------------------------------- | --------------------------------------------------------------------------- |
|                  | Kuchkin (Peronmaa) — 4 min 20 s - Kuchkin — 44 min 57 s Gumus (Kars) — 55 min 7 s Gumus (Dunford) — 56 min 21 s Zadoenko (Kuchkin) — 58 min 52 s (SN) | 1-0 1-1 2-1 3-1 4-1 5-1 | - Malinjak — 27 min 11 s (SN) - | Arbitrage : Micha Hebeisen Juges de lignes : Vanja Belic et Kiril Peychinov |
| Nikita Sandrey   | Gardiens | Dimitar Dimitrov        |                                 | Arbitrage : Micha Hebeisen Juges de lignes : Vanja Belic et Kiril Peychinov |
| 31 min           | Pénalités | 59 min                  |                                 | Arbitrage : Micha Hebeisen Juges de lignes : Vanja Belic et Kiril Peychinov |
| 39               | Tirs | 28                      |                                 | Arbitrage : Micha Hebeisen Juges de lignes : Vanja Belic et Kiril Peychinov |

| 1er octobre 2016 | HK Partizan Belgrade | 3-8 (1-3, 2-0, 0-5) | Zeytinburnu Belediyesi SK | Palais des sports d'hiver 149 spectateurs |

| Feuille de match | Feuille de match                                                                                    | Feuille de match                            | Feuille de match | Feuille de match                                                                   |
| ---------------- | --------------------------------------------------------------------------------------------------- | ------------------------------------------- | --- | ---------------------------------------------------------------------------------- |
|                  | - Jankovic (L. Novakovic) — 8 min 29 s - Rakovic (Ristic) — 21 min 7 s L. Novakovic — 39 min 18 s - | 0-1 1-1 1-2 1-3 2-3 3-3 3-4 3-5 3-6 3-7 3-8 | Kuchkin (Kars, Peronmaa) — 1 min 20 s - Zadoenko (Voytsekhovsky) — 8 min 50 s Kamis (Karakoc, Akay) — 15 min 16 s - Dunford (Voytsekhovsky) — 48 min 4 s (IN) Voytsekhovsky (Peronmaa, Dunford, 49) — 8 s (SN) Zadoenko (Voytsekhovsky) — 50 min 59 s Dunford (Zadoenko, Voytsekhovsky) — 53 min 21 s (2 SN) Peronmaa (Gumus) — 56 min 33 s | Arbitrage : Miroslav Iarets Juges de lignes : Kiril Peychinov et Luchazar Stoyanov |
| Milan Lukovic    | Gardiens                                                                                            | Nikita Sandrey                              | | Arbitrage : Miroslav Iarets Juges de lignes : Kiril Peychinov et Luchazar Stoyanov |
| 30 min           | Pénalités                                                                                           | 30 min                                      | | Arbitrage : Miroslav Iarets Juges de lignes : Kiril Peychinov et Luchazar Stoyanov |
| 30               | Tirs                                                                                                | 32                                          | | Arbitrage : Miroslav Iarets Juges de lignes : Kiril Peychinov et Luchazar Stoyanov |

| 1er octobre 2016 | Irbis-Skate SK | 6-4 (2-0, 1-2, 3-2) | HC Bat Yam | Palais des sports d'hiver, Sofia 420 spectateurs |

| Feuille de match | Feuille de match | Feuille de match                        | Feuille de match | Feuille de match                                                           |
| ---------------- | --- | --------------------------------------- | --- | -------------------------------------------------------------------------- |
|                  | Yotov (Muhachev) — 8 min 41 s Yotov (Muhachev) — 11 min 13 s (IN) Muhachev (Yotov, Giurov) — 21 min 2 s (SN) - Malinjak (Boyadjiev, Dusicka) — 43 min 1 s Panev (Yotov) — 54 min 43 s Yotov (Muhachev) — 58 min 21 s | 1-0 2-0 3-0 3-1 3-2 3-3 3-4 4-4 5-4 6-4 | - Greenberg (M. Kozhevnikov, E. Kozhevnikov) — 32 min 33 s Merkulov (Nikhaychuk, Dvorkin) — 38 min 45 s Greenberg (Verny, E. Kozhevnikov) — 40 min 19 s Verny — 41 min 48 s - | Arbitrage : Andrej Simankov Juges de lignes : Vanja Belic et Tzvetko Tanev |
| Dimitar Dimitrov | Gardiens | Maxim Gokhberg                          | | Arbitrage : Andrej Simankov Juges de lignes : Vanja Belic et Tzvetko Tanev |
| 20 min           | Pénalités | 14 min                                  | | Arbitrage : Andrej Simankov Juges de lignes : Vanja Belic et Tzvetko Tanev |
| 51               | Tirs | 31                                      | | Arbitrage : Andrej Simankov Juges de lignes : Vanja Belic et Tzvetko Tanev |

| 2 octobre 2016 | HC Bat Yam | 2-19 (0-5, 1-6, 1-8) | Zeytinburnu Belediyesi SK | Palais des sports d'hiver 40 spectateurs |

| Feuille de match                    | Feuille de match                                                                              | Feuille de match                                                                               | Feuille de match | Feuille de match                                                                |
| ----------------------------------- | --------------------------------------------------------------------------------------------- | ---------------------------------------------------------------------------------------------- | --- | ------------------------------------------------------------------------------- |
|                                     | - Greenberg (M. Kozhevnikov) — 21 min 30 s (SN) - Treibochan (Greenberg, Verdy) — 57 min 53 s | 0-1 0-2 0-3 0-4 0-5 0-6 1-6 1-7 1-8 1-9 1-10 1-11 1-12 1-13 1-14 1-15 1-16 1-17 1-18 1-19 2-19 | Zadoenko (Voytsekhovsky) — 6 min 27 s (SN) Voytsekhovsky (Dimitrovici) — 8 min 14 s (SN) Voytsekhovsky (Kuchkin, Zadoenko) — 13 min 22 s Zadoenko — 16 min 56 s Peronmaa (Gumus, Coskun) — 17 min 45 s Dimitrovici (Voytsekhovsky, Kuchkin) — 20 min 33 s - Zadoenko (Dunford, Voytsekhovsky) — 25 min 27 s Gumus (Peronmaa) — 25 min 58 s Kushkin (Voytsekhovsky) — 32 min 8 s (IN) Gumus (Peronmaa) — 36 min 2 s (SN) Gumus (Kars) — 39 min 36 s (IN) Zadoenko (Voytsekhovsky) — 45 min 35 s Gumus (Dunford) — 46 min 29 s (SN) Anlar (Kamis) — 47 min 50 s Karakoc (Gumus, Dunford) — 50 min 57 s (SN) Voytsekhovsky — 52 min 48 s (2 IN) Zadoenko (Voytsekhovsky) — 56 min 5 s (IN) Kuchkin (Zadoenko) — 56 min 32 s (IN) Voytsekhovsky (Kuchkin, Dunford) — 57 min 38 s - | Arbitrage : Micha Hebeisen Juges de lignes : Luchazar Stoyanov et Tzvetko Tanev |
| Maxim Gokhberg Stanislav Kvashnikov | Gardiens                                                                                      | Nikita Sadrey Tolga Bozaci                                                                     | | Arbitrage : Micha Hebeisen Juges de lignes : Luchazar Stoyanov et Tzvetko Tanev |
| 28 min                              | Pénalités                                                                                     | 22 min                                                                                         | | Arbitrage : Micha Hebeisen Juges de lignes : Luchazar Stoyanov et Tzvetko Tanev |
| 10                                  | Tirs                                                                                          | 49                                                                                             | | Arbitrage : Micha Hebeisen Juges de lignes : Luchazar Stoyanov et Tzvetko Tanev |

| 2 octobre 2016 | Irbis-Skate SK | 2-4 (1-2, 1-1, 0-1) | HK Partizan Belgrade | Palais des sports d'hiver, Sofia 350 spectateurs |

| Feuille de match | Feuille de match                                                   | Feuille de match        | Feuille de match                                                                                        | Feuille de match                                                             |
| ---------------- | ------------------------------------------------------------------ | ----------------------- | --- | ---------------------------------------------------------------------------- |
|                  | Dusicka — 11 min 42 s (SN) - Yotov (Panev, Giurov) — 27 min 27 s - | 1-0 1-1 1-2 1-3 2-3 2-4 | - Ristic (Ogrizovic) — 13 min 59 s Komazec — 14 min 22 s Komazec — 23 min 43 s - Jankovic — 49 min 31 s | Arbitrage : Miroslav Iarets Juges de lignes : Vanja Belic et Kiril Peychinov |
| Dimitar Dimitrov | Gardiens                                                           | Milan Lukovic           | | Arbitrage : Miroslav Iarets Juges de lignes : Vanja Belic et Kiril Peychinov |
| 20 min           | Pénalités                                                          | 26 min                  | | Arbitrage : Miroslav Iarets Juges de lignes : Vanja Belic et Kiril Peychinov |
| 32               | Tirs                                                               | 31                      | | Arbitrage : Miroslav Iarets Juges de lignes : Vanja Belic et Kiril Peychinov |

## Deuxième tour
Le deuxième tour se déroule du 20 au 22 octobre 2016 au Pabellón de Hielo (es) de Jaca en Espagne pour le Groupe B, et au Stadion Zimowy w Tychach (pl) de Tychy en Pologne pour le Groupe C.

### Groupe B
| Clt   | Équipe                    | PJ | V | VP | D | DP | BP | BC | Diff | Pts |
| ----- | ------------------------- | -- | - | -- | - | -- | -- | -- | ---- | --- |
| +001, | Nottingham Panthers       | 3  | 3 | 0  | 0 | 0  | 28 | 4  | +24  | 9   |
| +002, | HK Liepājas Metalurgs     | 3  | 2 | 0  | 1 | 0  | 19 | 6  | +13  | 6   |
| +003, | Zeytinburnu Belediyesi SK | 3  | 1 | 0  | 2 | 0  | 9  | 23 | -14  | 3   |
| +004, | CH Jaca                   | 3  | 0 | 0  | 3 | 0  | 7  | 30 | -23  | 0   |

- Qualifié pour le troisième tour

| 21 octobre 2016 | HK Liepājas Metalurgs | 8-1 (1-0, 4-1, 3-0) | Zeytinburnu Belediyesi SK | Pabellón de Hielo |

| Feuille de match | Feuille de match | Feuille de match | Feuille de match | Feuille de match              |
| ---------------- | ---------------- | ---------------- | ---------------- | ----------------------------- |
|                  |                  |                  |                  | Arbitrage : Juges de lignes : |
|                  |                  |                  |                  |                               |
|                  |                  |                  |                  |                               |
|                  |                  |                  |                  |                               |

| 21 octobre 2016 | CH Jaca | 2-13 (2-6, 0-5, 0-2) | Nottingham Panthers | Pabellón de Hielo |

| Feuille de match | Feuille de match | Feuille de match | Feuille de match | Feuille de match              |
| ---------------- | ---------------- | ---------------- | ---------------- | ----------------------------- |
|                  |                  |                  |                  | Arbitrage : Juges de lignes : |
|                  |                  |                  |                  |                               |
|                  |                  |                  |                  |                               |
|                  |                  |                  |                  |                               |

| 22 octobre 2016 | Nottingham Panthers | 12-1 (3-0, 5-0, 4-1) | Zeytinburnu Belediyesi SK | Pabellón de Hielo |

| Feuille de match | Feuille de match | Feuille de match | Feuille de match | Feuille de match              |
| ---------------- | ---------------- | ---------------- | ---------------- | ----------------------------- |
|                  |                  |                  |                  | Arbitrage : Juges de lignes : |
|                  |                  |                  |                  |                               |
|                  |                  |                  |                  |                               |
|                  |                  |                  |                  |                               |

| 22 octobre 2016 | HK Liepājas Metalurgs | 10-2 (2-1, 4-0, 4-1) | CH Jaca | Pabellón de Hielo |

| Feuille de match | Feuille de match | Feuille de match | Feuille de match | Feuille de match              |
| ---------------- | ---------------- | ---------------- | ---------------- | ----------------------------- |
|                  |                  |                  |                  | Arbitrage : Juges de lignes : |
|                  |                  |                  |                  |                               |
|                  |                  |                  |                  |                               |
|                  |                  |                  |                  |                               |

| 23 octobre 2016 | Nottingham Panthers | 3-1 (2-1, 1-0, 0-0) | HK Liepājas Metalurgs | Pabellón de Hielo |

| Feuille de match | Feuille de match | Feuille de match | Feuille de match | Feuille de match              |
| ---------------- | ---------------- | ---------------- | ---------------- | ----------------------------- |
|                  |                  |                  |                  | Arbitrage : Juges de lignes : |
|                  |                  |                  |                  |                               |
|                  |                  |                  |                  |                               |
|                  |                  |                  |                  |                               |

| 23 octobre 2016 | Zeytinburnu Belediyesi SK | 7-3 (1-1, 3-2, 3-0) | CH Jaca | Pabellón de Hielo |

| Feuille de match | Feuille de match | Feuille de match | Feuille de match | Feuille de match              |
| ---------------- | ---------------- | ---------------- | ---------------- | ----------------------------- |
|                  |                  |                  |                  | Arbitrage : Juges de lignes : |
|                  |                  |                  |                  |                               |
|                  |                  |                  |                  |                               |
|                  |                  |                  |                  |                               |

### Groupe C
| Clt   | Équipe             | PJ | V | VP | D | DP | BP | BC | Diff | Pts |
| ----- | ------------------ | -- | - | -- | - | -- | -- | -- | ---- | --- |
| +001, | GKS Tychy          | 3  | 2 | 0  | 0 | 1  | 18 | 4  | +14  | 7   |
| +002, | DVTK Jegesmedvék   | 3  | 2 | 0  | 1 | 0  | 11 | 7  | +4   | 6   |
| +003, | HDD Jesenice       | 3  | 0 | 2  | 1 | 0  | 6  | 7  | -1   | 4   |
| +004, | CSM Dunărea Galați | 3  | 0 | 0  | 2 | 1  | 3  | 20 | -17  | 1   |

- Qualifié pour le troisième tour

| 21 octobre 2016 | DVTK Jegesmedvék | 4-1 (0-1, 2-0, 2-0) | HDD Jesenice | Stadion Zimowy w Tychach |

| Feuille de match | Feuille de match | Feuille de match | Feuille de match | Feuille de match              |
| ---------------- | ---------------- | ---------------- | ---------------- | ----------------------------- |
|                  |                  |                  |                  | Arbitrage : Juges de lignes : |
|                  |                  |                  |                  |                               |
|                  |                  |                  |                  |                               |
|                  |                  |                  |                  |                               |

| 21 octobre 2016 | CSM Dunărea Galați | 0-12 (0-3, 0-2, 0-7) | GKS Tychy | Stadion Zimowy w Tychach |

| Feuille de match | Feuille de match | Feuille de match | Feuille de match | Feuille de match              |
| ---------------- | ---------------- | ---------------- | ---------------- | ----------------------------- |
|                  |                  |                  |                  | Arbitrage : Juges de lignes : |
|                  |                  |                  |                  |                               |
|                  |                  |                  |                  |                               |
|                  |                  |                  |                  |                               |

| 22 octobre 2016 | DVTK Jegesmedvék | 5-1 (1-0, 1-0, 3-1) | CSM Dunărea Galați | Stadion Zimowy w Tychach |

| Feuille de match | Feuille de match | Feuille de match | Feuille de match | Feuille de match              |
| ---------------- | ---------------- | ---------------- | ---------------- | ----------------------------- |
|                  |                  |                  |                  | Arbitrage : Juges de lignes : |
|                  |                  |                  |                  |                               |
|                  |                  |                  |                  |                               |
|                  |                  |                  |                  |                               |

| 22 octobre 2016 | GKS Tychy | 1-2 (pr) (0-0, 1-0, 0-1, 1-0) | HDD Jesenice | Stadion Zimowy w Tychach |

| Feuille de match | Feuille de match | Feuille de match | Feuille de match | Feuille de match              |
| ---------------- | ---------------- | ---------------- | ---------------- | ----------------------------- |
|                  |                  |                  |                  | Arbitrage : Juges de lignes : |
|                  |                  |                  |                  |                               |
|                  |                  |                  |                  |                               |
|                  |                  |                  |                  |                               |

| 23 octobre 2016 | HDD Jesenice | 3-2 (TB) (1-1, 1-1, 0-0, 0-0, 1-0) | CSM Dunărea Galați | Stadion Zimowy w Tychach |

| Feuille de match | Feuille de match | Feuille de match | Feuille de match | Feuille de match              |
| ---------------- | ---------------- | ---------------- | ---------------- | ----------------------------- |
|                  |                  |                  |                  | Arbitrage : Juges de lignes : |
|                  |                  |                  |                  |                               |
|                  |                  |                  |                  |                               |
|                  |                  |                  |                  |                               |

| 23 octobre 2016 | GKS Tychy | 5-2 (2-1, 0-1, 3-0) | DVTK Jegesmedvék | Stadion Zimowy w Tychach |

| Feuille de match | Feuille de match | Feuille de match | Feuille de match | Feuille de match              |
| ---------------- | ---------------- | ---------------- | ---------------- | ----------------------------- |
|                  |                  |                  |                  | Arbitrage : Juges de lignes : |
|                  |                  |                  |                  |                               |
|                  |                  |                  |                  |                               |
|                  |                  |                  |                  |                               |

## Troisième tour
Le troisième tour se déroule du 18 au 20 novembre 2016 à la Bryggeriet Vestfyens Arena (en) de Odense au Danemark pour le Groupe D, et à l'Arena Ritten (it) de Renon en Italie pour le Groupe E.

### Groupe D
| Clt   | Équipe              | PJ | V | VP | D | DP | BP | BC | Diff | Pts |
| ----- | ------------------- | -- | - | -- | - | -- | -- | -- | ---- | --- |
| +001, | Nottingham Panthers | 3  | 2 | 0  | 1 | 0  | 10 | 10 | 0    | 6   |
| +002, | Odense Bulldogs     | 3  | 2 | 0  | 1 | 0  | 9  | 8  | +1   | 6   |
| +003, | Ducs d'Angers       | 3  | 1 | 0  | 2 | 0  | 8  | 9  | -1   | 3   |
| +004, | Donbass Donetsk     | 3  | 1 | 0  | 2 | 0  | 6  | 6  | 0    | 3   |

- Qualifié pour la Super finale

| 18 novembre 2016 | Donbass Donetsk | 2-3 (1-0, 1-2, 0-1) | Ducs d'Angers | Bryggeriet Vestfyens Arena |

| Feuille de match | Feuille de match | Feuille de match | Feuille de match | Feuille de match              |
| ---------------- | ---------------- | ---------------- | ---------------- | ----------------------------- |
|                  |                  |                  |                  | Arbitrage : Juges de lignes : |
|                  |                  |                  |                  |                               |
|                  |                  |                  |                  |                               |
|                  |                  |                  |                  |                               |

| 18 novembre 2016 | Odense Bulldogs | 4-5 (1-2, 1-2, 2-1) | Nottingham Panthers | Bryggeriet Vestfyens Arena |

| Feuille de match | Feuille de match | Feuille de match | Feuille de match | Feuille de match              |
| ---------------- | ---------------- | ---------------- | ---------------- | ----------------------------- |
|                  |                  |                  |                  | Arbitrage : Juges de lignes : |
|                  |                  |                  |                  |                               |
|                  |                  |                  |                  |                               |
|                  |                  |                  |                  |                               |

| 19 novembre 2016 | Ducs d'Angers | 3-4 (2-1, 0-2, 1-1) | Nottingham Panthers | Bryggeriet Vestfyens Arena |

| Feuille de match | Feuille de match | Feuille de match | Feuille de match | Feuille de match              |
| ---------------- | ---------------- | ---------------- | ---------------- | ----------------------------- |
|                  |                  |                  |                  | Arbitrage : Juges de lignes : |
|                  |                  |                  |                  |                               |
|                  |                  |                  |                  |                               |
|                  |                  |                  |                  |                               |

| 19 novembre 2016 | Odense Bulldogs | 2-1 (1-1, 0-0, 1-0) | Donbass Donetsk | Bryggeriet Vestfyens Arena |

| Feuille de match | Feuille de match | Feuille de match | Feuille de match | Feuille de match              |
| ---------------- | ---------------- | ---------------- | ---------------- | ----------------------------- |
|                  |                  |                  |                  | Arbitrage : Juges de lignes : |
|                  |                  |                  |                  |                               |
|                  |                  |                  |                  |                               |
|                  |                  |                  |                  |                               |

| 20 novembre 2016 | Nottingham Panthers | 3-1 (0-0, 0-1, 1-2) | Donbass Donetsk | Bryggeriet Vestfyens Arena |

| Feuille de match | Feuille de match | Feuille de match | Feuille de match | Feuille de match              |
| ---------------- | ---------------- | ---------------- | ---------------- | ----------------------------- |
|                  |                  |                  |                  | Arbitrage : Juges de lignes : |
|                  |                  |                  |                  |                               |
|                  |                  |                  |                  |                               |
|                  |                  |                  |                  |                               |

| 20 novembre 2016 | Ducs d'Angers | 2-3 (0-1, 2-1, 0-1) | Odense Bulldogs | Bryggeriet Vestfyens Arena |

| Feuille de match | Feuille de match | Feuille de match | Feuille de match | Feuille de match              |
| ---------------- | ---------------- | ---------------- | ---------------- | ----------------------------- |
|                  |                  |                  |                  | Arbitrage : Juges de lignes : |
|                  |                  |                  |                  |                               |
|                  |                  |                  |                  |                               |
|                  |                  |                  |                  |                               |

### Groupe E
| Clt   | Équipe                  | PJ | V | VP | D | DP | BP | BC | Diff | Pts |
| ----- | ----------------------- | -- | - | -- | - | -- | -- | -- | ---- | --- |
| +001, | Ritten Sport            | 3  | 3 | 0  | 0 | 0  | 10 | 6  | +4   | 9   |
| +002, | Beïbarys Atyraou        | 3  | 2 | 0  | 1 | 0  | 10 | 6  | +4   | 6   |
| +003, | HK Chakhtsior Salihorsk | 3  | 1 | 0  | 2 | 0  | 4  | 7  | -3   | 3   |
| +004, | GKS Tychy               | 3  | 0 | 0  | 3 | 0  | 5  | 10 | -5   | 0   |

- Qualifié pour la Super finale

| 18 novembre 2016 | Beïbarys Atyraou | 4-1 (1-1, 1-0, 2-0) | HK Chakhtsior Salihorsk | Arena Ritten |

| Feuille de match | Feuille de match | Feuille de match | Feuille de match | Feuille de match              |
| ---------------- | ---------------- | ---------------- | ---------------- | ----------------------------- |
|                  |                  |                  |                  | Arbitrage : Juges de lignes : |
|                  |                  |                  |                  |                               |
|                  |                  |                  |                  |                               |
|                  |                  |                  |                  |                               |

| 18 novembre 2016 | Ritten Sport | 4-3 (0-0, 1-0, 3-3) | GKS Tychy | Arena Ritten |

| Feuille de match | Feuille de match | Feuille de match | Feuille de match | Feuille de match              |
| ---------------- | ---------------- | ---------------- | ---------------- | ----------------------------- |
|                  |                  |                  |                  | Arbitrage : Juges de lignes : |
|                  |                  |                  |                  |                               |
|                  |                  |                  |                  |                               |
|                  |                  |                  |                  |                               |

| 19 novembre 2016 | HK Chakhtsior Salihorsk | 2-0 (0-0, 1-0, 1-0) | GKS Tychy | Arena Ritten |

| Feuille de match | Feuille de match | Feuille de match | Feuille de match | Feuille de match              |
| ---------------- | ---------------- | ---------------- | ---------------- | ----------------------------- |
|                  |                  |                  |                  | Arbitrage : Juges de lignes : |
|                  |                  |                  |                  |                               |
|                  |                  |                  |                  |                               |
|                  |                  |                  |                  |                               |

| 19 novembre 2016 | Ritten Sport | 3-2 (0-0, 1-1, 2-1) | Beïbarys Atyraou | Arena Ritten |

| Feuille de match | Feuille de match | Feuille de match | Feuille de match | Feuille de match              |
| ---------------- | ---------------- | ---------------- | ---------------- | ----------------------------- |
|                  |                  |                  |                  | Arbitrage : Juges de lignes : |
|                  |                  |                  |                  |                               |
|                  |                  |                  |                  |                               |
|                  |                  |                  |                  |                               |

| 20 novembre 2016 | GKS Tychy | - | Beïbarys Atyraou | Arena Ritten |

| Feuille de match | Feuille de match | Feuille de match | Feuille de match | Feuille de match              |
| ---------------- | ---------------- | ---------------- | ---------------- | ----------------------------- |
|                  |                  |                  |                  | Arbitrage : Juges de lignes : |
|                  |                  |                  |                  |                               |
|                  |                  |                  |                  |                               |
|                  |                  |                  |                  |                               |

| 20 novembre 2016 | HK Chakhtsior Salihorsk | 1-3 (0-1, 1-1, 0-1) | Ritten Sport | Arena Ritten |

| Feuille de match | Feuille de match | Feuille de match | Feuille de match | Feuille de match              |
| ---------------- | ---------------- | ---------------- | ---------------- | ----------------------------- |
|                  |                  |                  |                  | Arbitrage : Juges de lignes : |
|                  |                  |                  |                  |                               |
|                  |                  |                  |                  |                               |
|                  |                  |                  |                  |                               |

## Super finale — Groupe F
La super finale se joue du 13 au 15 janvier 2017, à Renon en Italie.
| Clt   | Équipe              | PJ | V | VP | D | DP | BP | BC | Diff | Pts |
| ----- | ------------------- | -- | - | -- | - | -- | -- | -- | ---- | --- |
| +001, | Nottingham Panthers | 3  | 2 | 1  | 0 | 0  | 9  | 3  | +6   | 8   |
| +002, | Beïbarys Atyraou    | 3  | 0 | 1  | 0 | 2  | 7  | 8  | -1   | 4   |
| +003, | Odense Bulldogs     | 3  | 1 | 0  | 1 | 1  | 6  | 6  | 0    | 4   |
| +004, | Ritten Sport        | 3  | 0 | 1  | 2 | 0  | 5  | 10 | -5   | 2   |

- Vainqueur de la Coupe continentale 2016-2017

| 13 janvier 2017 | Nottingham Panthers | 2-0 (0-0, 1-0, 1-0) | Odense Bulldogs | Arena Ritten |

| 13 janvier 2017 | Beïbarys Atyraou | 2-3 (TB) (1-2, 0-0, 1-0, 0-0, 0-1) | Ritten Sport | Arena Ritten |

| 14 janvier 2017 | Nottingham Panthers | 3-2 (TB) (1-1, 0-0, 1-1, 0-0, 1-0) | Beïbarys Atyraou | Arena Ritten |

| 14 janvier 2017 | Ritten Sport | 1-4 (0-1, 0-1, 1-2) | Odense Bulldogs | Arena Ritten |

| 15 janvier 2017 | Odense Bulldogs | 2-3 (pr) (1-0, 1-1, 0-1, 0-1) | Beïbarys Atyraou | Arena Ritten |

| 15 janvier 2017 | Ritten Sport | 1-4 (0-1, 1-2, 0-1) | Nottingham Panthers | Arena Ritten |